# Церква Святої Тройці (Голотки)
Церква Святої Тройці в Голотках — парафія і храм Підволочиського благочиння Тернопільської єпархії Православної церкви України в селі Голотки Тернопільського району Тернопільської области.
Оголошена пам'яткою архітектури місцевого значення.

## Історія церкви
Будівництво храму розпочалося у 1784 році за кошти Станіслава Костки та Яніни Канської. Церкву і дзвіницю звели з дубових брусів. Донині збереглися різьблений іконостас і старі ікони. Зі східного боку будівлі знаходяться гробниці Канських, а також доглянута могила священника Тимофія Жуковського. У 1928 році збудували нову дзвіницю та придбали дзвони.
У 1931 році храм оновили ззовні та всередині.
З ініціативи о. Петра Жукевича та за підтримки парафіян у 2008 році біля церкви збудували недільну школу.
У 2009 році храм пофарбували ззовні.

## Парохи
- о. Тимофій Жуковський,
- о. Теофіль Луцик,
- о. Юрій Будний,
- о. Горохівський,
- о. Володимир Хома,
- о. Григорій Шпак,
- о. Михайло Рожаловський,
- о. Степан Кебало,
- о. Валерій Кудряков (митрополит Мефодій),
- о. Петро Жукевич (з 1983).